# Parc naturel lombard de la vallée du Tessin
 (mai 2025).
Le Parc naturel lombard de la vallée du Tessin est un parc naturel établi le 9 janvier 1974. Il s’agit du premier parc régional d’Italie ainsi que du premier parc fluvial d’Europe. La zone protégée s’étend le long de la rive orientale du fleuve Tessin, dans les provinces lombardes de Milan, Pavie et Varèse, sur une superficie de 205,52 km², entre le lac Majeur et le Pô.
Le parc naturel fait partie de la zone de protection paysagère « Parc lombard de la vallée du Tessin », qui couvre une superficie de 918 km². Il est limitrophe, à l’ouest, du « Parc naturel de la vallée de Tessin », situé sur la rive piémontaise du fleuve et créé en 1978.
Depuis 2018, les deux parcs naturels, en association avec le « Parc national du Val Grande » et le parc régional « Campo dei Fiori », forment la réserve de biosphère de l’UNESCO « Ticino Val Grande Verbano ». Celle-ci couvre un territoire de plus de 3 320 km² en Lombardie et au Piémont, et s’étend jusqu’à la frontière suisse. Elle englobe l’ensemble de la vallée du Tessin jusqu’à son embouchure dans le Pô, ainsi que toute la zone du lac Majeur avec les communes riveraines adjacentes.

## Géomorphologie
Le fleuve Tessin prend sa source en Suisse. Sa principale origine se trouve à l’extrémité supérieure de la vallée de Bedretto, au col de Nufenen, à environ 2 480 mètres d’altitude, tandis qu’une autre source se situe près de l’hospice du col du Gothard ; elles confluent à Airolo. De là, le fleuve traverse le territoire suisse, suit une vallée encaissée, puis atteint la plaine de Magadino, où il se jette dans le lac Majeur.
À sa sortie du lac Majeur, près de Sesto Calende, le Tessin traverse l’ensemble de la plaine lombarde, s’y enfonce profondément, et se jette finalement dans le Pô, quelques kilomètres au sud de Pavie, à hauteur du Pont de la Becca.
Sur le plan géomorphologique et naturaliste, le territoire situé en aval du lac Majeur peut être subdivisé en cinq zones distinctes :
- L’amphithéâtre morainique ou région vallonnée,
- Le plateau sec,
- La zone de la haute plaine,
- La plaine irriguée avec sa ceinture de sources karstiques,
- La vallée fluviale proprement dite.

Chacune de ces zones se situe à une altitude différente et présente des caractéristiques morphologiques spécifiques.
Entre le lac Majeur et Somma Lombardo, le Tessin s’écoule à travers des gorges profondément incisées, dessinant des méandres dans les sédiments morainiques. Ensuite, entre Somma Lombardo et Motta Visconti, le fleuve change d’aspect : son lit s’élargit jusqu’à environ trois kilomètres, formant de nombreuses îles de graviers et de sable. Enfin, de Motta Visconti jusqu’à Pavie et à son confluent avec le Pô, le cours du Tessin devient plus régulier ; le fleuve s’approfondit et devient navigable,,.

## Écosystème
La vallée du Tessin abrite une mosaïque variée de milieux naturels : le fleuve lui-même, avec un système ramifié de zones humides latérales, des prairies sèches et des landes, les plus vastes et les mieux conservées forêts alluviales de la plaine du Pô, ainsi que des paysages agricoles traditionnels représentant des écosystèmes semi-naturels typiques. Il convient de souligner en particulier l’importance des rizières, essentielles pour de nombreuses espèces d’oiseaux d’eau et migrateurs (tant nicheurs que de passage), ainsi que celle des prairies inondables.
L’étendue et la complexité de ces écosystèmes – uniques dans le contexte actuel, généralement appauvri, de la plaine du Pô – en font non seulement des réservoirs de biodiversité, mais aussi des corridors et des haltes qui favorisent la dispersion et la migration des espèces. Le Tessin constitue ainsi le corridor écologique le plus important entre les Alpes et les Apennins – un lien essentiel pour la connectivité biologique entre l’Europe continentale, la région méditerranéenne et l’Afrique.
Le Parc est traversé par des routes migratoires empruntées chaque année par des oiseaux voyageant entre l’Afrique et l’Europe du Nord. Parallèlement, la zone protégée est l’une des zones humides continentales les plus importantes d’Italie : elle joue un rôle crucial dans l’hivernage de nombreuses espèces d’oiseaux aquatiques et constitue un habitat privilégié pour de nombreux amphibiens, dont le pélobate brun (Pelobates fuscus), une espèce menacée d’extinction, qui possède dans le parc la plus grande population connue au monde.
Les zones forestières de l’aire protégée sont composées de forêts d’aulnes, de saules, de peupliers, de châtaigniers et de pins (notamment Pinus sylvestris). Toutefois, les forêts de chênes pédonculés bien conservées, riches d’une diversité originelle de plantes herbacées et arbustives, constituent l’élément le plus caractéristique du paysage de la vallée du Tessin. Ces forêts abritent de nombreuses espèces animales devenues rares dans la plaine lombarde. Certaines sont récemment apparues dans le parc, comme la martre (Martes martes), le pic noir (Dryocopus martius) et l’autour des palombes (Accipiter gentilis). D’autres sont plus connues, telles que le chevreuil (Capreolus capreolus, réintroduit en 1991), l’écureuil, le blaireau, les pics épeichette et moyen, la mésange nonnette, le sitelle torchepot et le grimpereau des jardins.
Chez les amphibiens, on note en particulier la grenouille agile, la grenouille agile italienne (Rana latastei) et le pélobate brun (Pelobates fuscus), déjà mentionné. La végétation riveraine du Tessin joue un rôle essentiel : constamment renouvelée par les crues du fleuve, elle est composée de saules, de peupliers et d’aulnes, tandis que plus en retrait on trouve des ormes et des chênes. Le Tessin est probablement le dernier fleuve d’Europe méridionale où de tels phénomènes naturels exceptionnels peuvent encore se produire, grâce à sa capacité à se déployer librement dans son lit.
Ces forêts alluviales sont le royaume incontesté des hérons, facilement reconnaissables à leur silhouette caractéristique. Les plus grands sont le héron cendré et l’aigrette garzette, suivis par le héron pourpré, le bihoreau gris et l’aigrette neigeuse. Pendant la période de nidification, de nombreuses espèces de hérons se regroupent en colonies – appelées héronnières – installées sur les branches les plus hautes des saules et des peupliers ; on en compte environ une dizaine dans le parc, dont certaines d’importance internationale.
La présence des hérons est également liée à la richesse de l’ichtyofaune dans le fleuve et les cours d’eau du parc. Parmi les espèces les plus précieuses figurent la truite marbrée (Salmo marmoratus, autrefois appelée « roi du fleuve »), le pigo et l’Esturgeon de l'Adriatique– toutes faisant l’objet de projets de conservation spécifiques.
Bien que l’eau soit abondante dans de nombreux écosystèmes du parc, elle se fait rare dans d’autres – paradoxe particulièrement visible dans le lit du fleuve, caractérisé par des sols très perméables, ainsi que dans la partie nord du parc, dans les prairies sèches et les landes. Ces habitats accueillent des forêts claires de chêne sessile, de chêne pubescent et de genévrier commun, ainsi qu’une flore remarquable, notamment des orchidées sauvages, l’anémone printanière (Pulsatilla vernalis) aux pétales violets, des tapis de thym serpolet (Thymus serpyllum) et d’œillets des Chartreux (Dianthus carthusianorum), qui fleurissent en jaune et rose-violet durant l’été. Ces milieux sont particulièrement favorables à de nombreuses espèces de papillons de jour.
Les grèves pierreuses du lit du fleuve servent de lieux de nidification à trois espèces d’oiseaux dont les populations sont en déclin à l’échelle européenne et dont l’état de conservation est jugé défavorable : la sterne pierregarin, la sterne naine et l’œdicnème criard (Burhinus oedicnemus), qui a récemment recommencé à nicher dans le parc après une longue absence.
Les landes du parc – en particulier celles situées autour de l’aéroport de Milan-Malpensa – présentent des caractéristiques très particulières et abritent une faune riche, dont 230 espèces d’oiseaux rares et protégées. Parmi elles figurent l’engoulevent d’Europe (Caprimulgus europaeus) et la pie-grièche écorcheur (Lanius collurio), ainsi que deux rapaces rares : le circaète Jean-le-Blanc (Circaetus gallicus) et le faucon crécerelle (Falco tinnunculus). On y trouve également le moiré ocre (Coenonympha oedippus), considéré comme le papillon européen présentant le plus grand risque d’extinction.
L’agriculture joue un rôle fondamental dans le Parc : sur une superficie totale d’environ 90 000 hectares, plus de 50 000 hectares sont exploités à des fins agricoles. Ce simple chiffre est particulièrement révélateur, car il permet de comprendre l’ampleur de l’influence agricole sur le paysage, l’environnement et les valeurs « sociales » du parc – telles que la culture, l’histoire et les traditions.

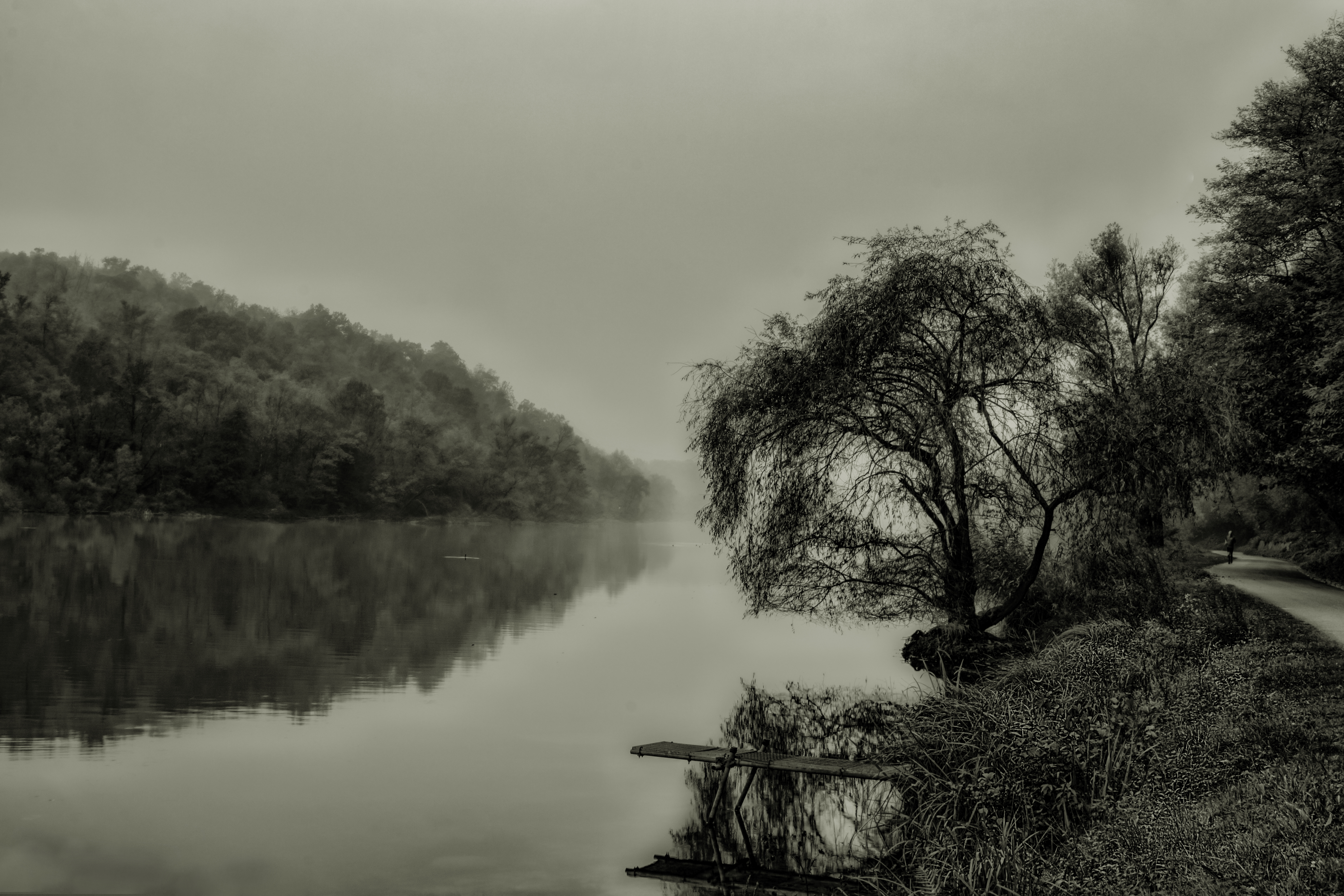
Tessin dans Golasecca, dans la partie nord du parc.
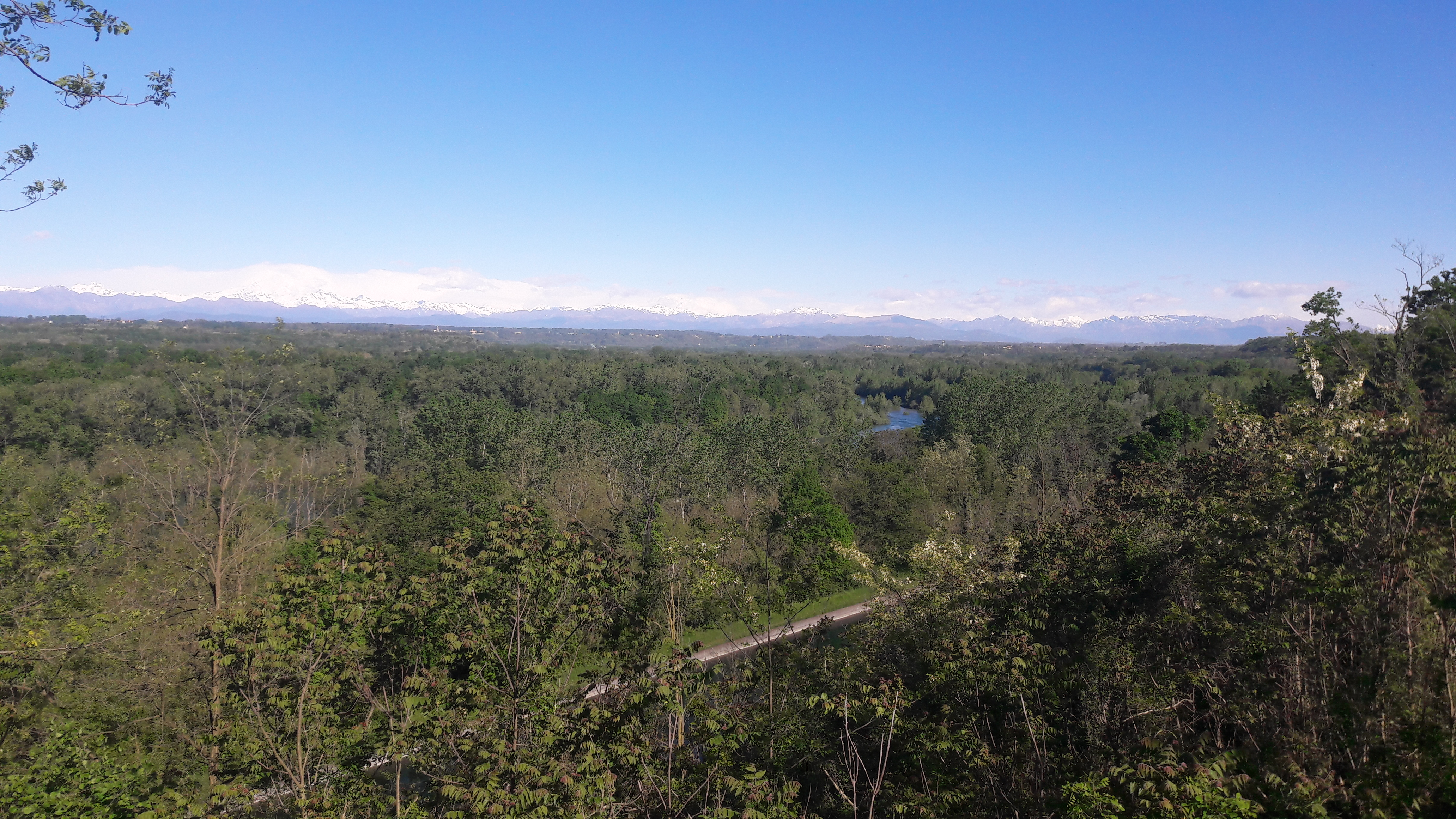
La vallée du Tessin avec les Alpes en arrière-plan.
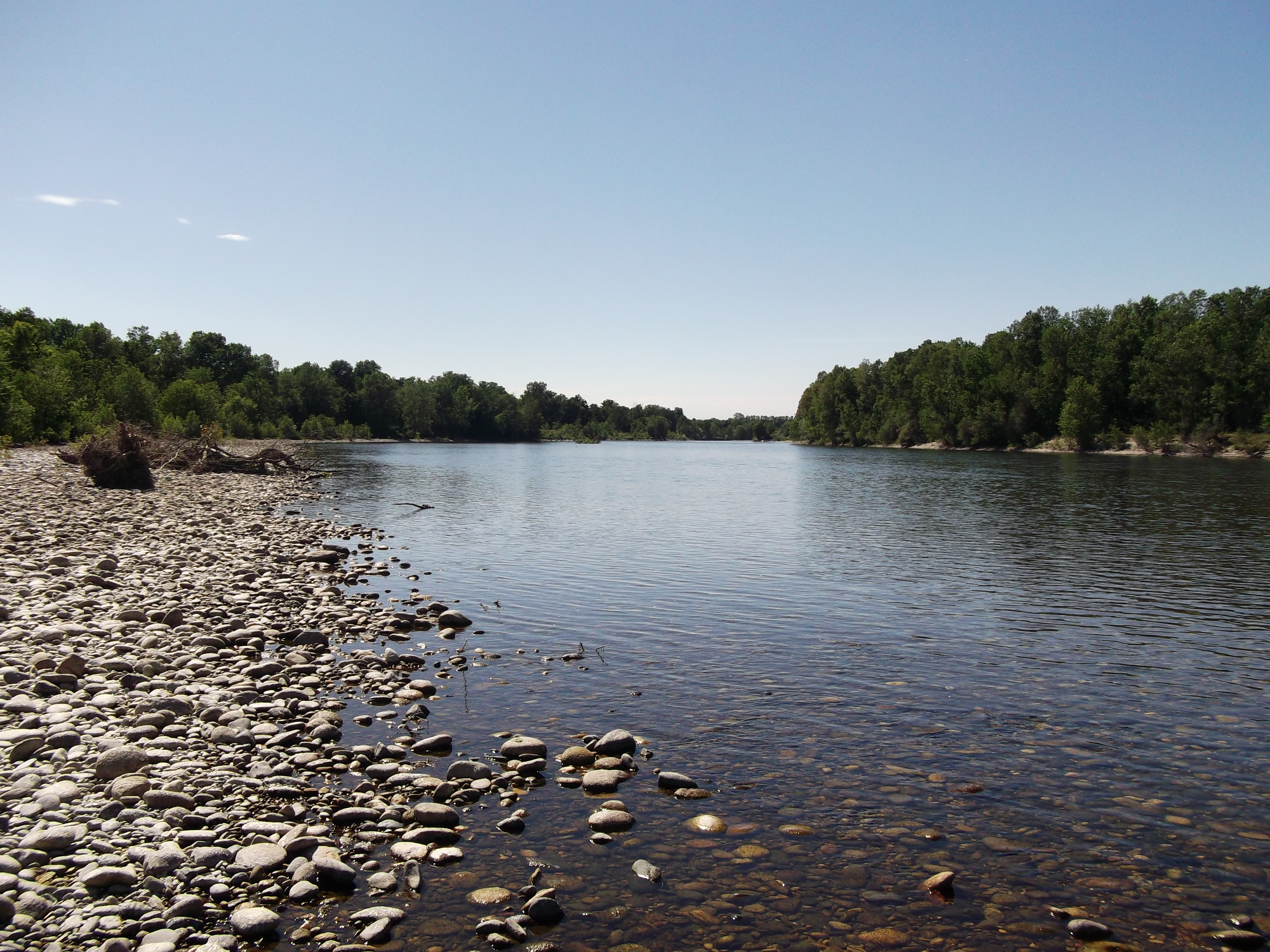
Le Tessin près de Motta Visconti.
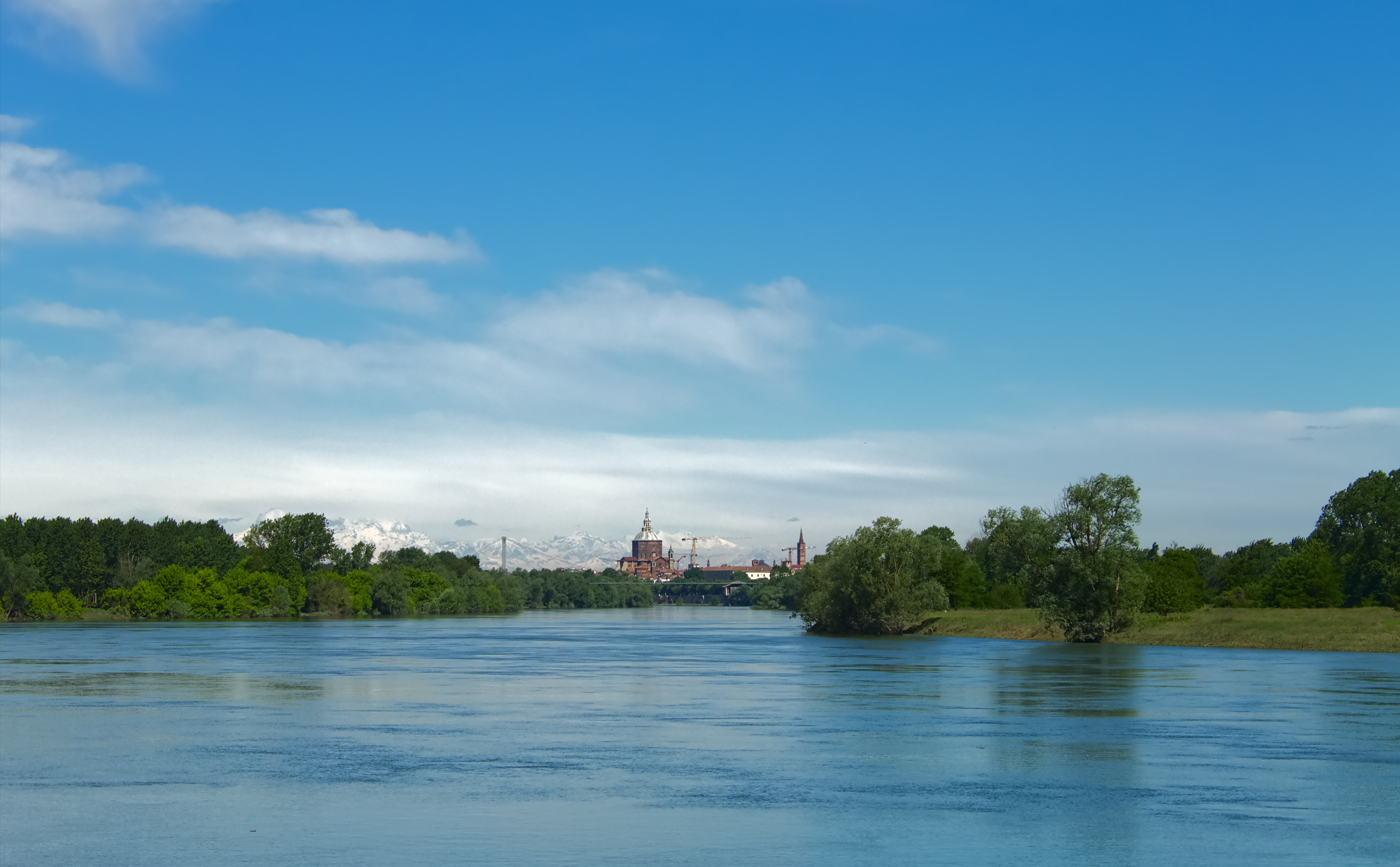
Le Tessin au sud de Pavie.

## Les forêts du parc
Les forêts du parc constituent le dernier et le plus important massif forestier de la plaine du Pô. Elles couvrent environ 20 000 hectares (soit environ 49 421 acres) et représentent, par leur continuité et leur étendue, un exemple d’excellence territoriale. Toutefois, cette excellence est parfois compromise par la présence de boisements dégradés et de zones envahies par des plantes exotiques indésirables. Cette situation résulte des transformations qu’a connues le territoire, liées aux changements socio-écologiques et économiques intervenus dans cette région depuis la seconde moitié du XIXe siècle.
La composition forestière du parc varie en fonction de la géomorphologie de la vallée du Tessin. Dans la partie la plus septentrionale du parc, entre le lac et la région de Somma Lombardo, caractérisée par de petites collines et des dépôts morainiques, les forêts de châtaigniers dominent sur les versants, alternant avec des boisements de pins sylvestres (Pinus sylvestris) qui poussent typiquement sur les crêtes. Les chênes, comme le chêne pédonculé (Quercus robur) et le chêne sessile (Quercus petraea), y sont également largement présents. Cependant, des signes de dégradation sont visibles en raison de la forte présence d’espèces d’arbres nord-américaines, telles que le robinier (Robinia pseudoacacia) et le cerisier tardif (Prunus serotina).
Plus au sud, dans la zone du plateau, le paysage caractéristique est celui de la lande – un terme à comprendre ici dans un sens large, puisqu’il inclut également de petits bois de Pinus sylvestris. On y observe également de nombreux signes de dégradation, liés à la présence d’espèces d’arbres exotiques envahissantes et résistantes qui colonisent les meilleurs sols de la région. Ces zones sont également dominées par des prairies quasi exclusivement composées de Molinia caerulea (molinie bleue). Le paysage tourbeux de Tornavento (près de l’aéroport de Milan-Malpensa) représente la dernière frange des tourbières lombardes, qui couvraient autrefois une grande partie du plateau lombard et sont d’une grande valeur naturaliste et culturelle.
Enfin, cette région abrite aussi des peuplements de chêne pédonculé (Quercus robur) et de charme (Carpinus betulus), dans lesquels, ces dernières décennies, se sont infiltrés des spécimens d’une espèce exotique : le chêne rouge d’Amérique (Quercus rubra).
Plus en aval, de Turbigo jusqu’à Pavie et à la confluence du Tessin avec le Pô, se trouvent les plus vastes et les mieux conservées des forêts de chêne pédonculé (Quercus robur), de charme (Carpinus betulus), de peuplier (Populus) et d’orme champêtre (Ulmus minor), caractérisées par une grande diversité originelle de plantes herbacées et arbustives. Il convient de souligner tout particulièrement la réserve naturelle intégrale du « Bosco Siro Negri » (propriété de l’Université de Pavie) et la « Réserve naturelle du Bosco Grande», qui conservent encore aujourd’hui les traits originels de la forêt alluviale primitive, telle qu’elle devait exister dans la plaine du Pô avant l’arrivée des Romains.
La végétation est tout à fait différente le long des berges du fleuve et sur les îles formées dans le lit du Tessin, où dominent principalement les saules blancs (Salix alba), les peupliers (Populus) et l’aubépine monogyne (Crataegus monogyna).

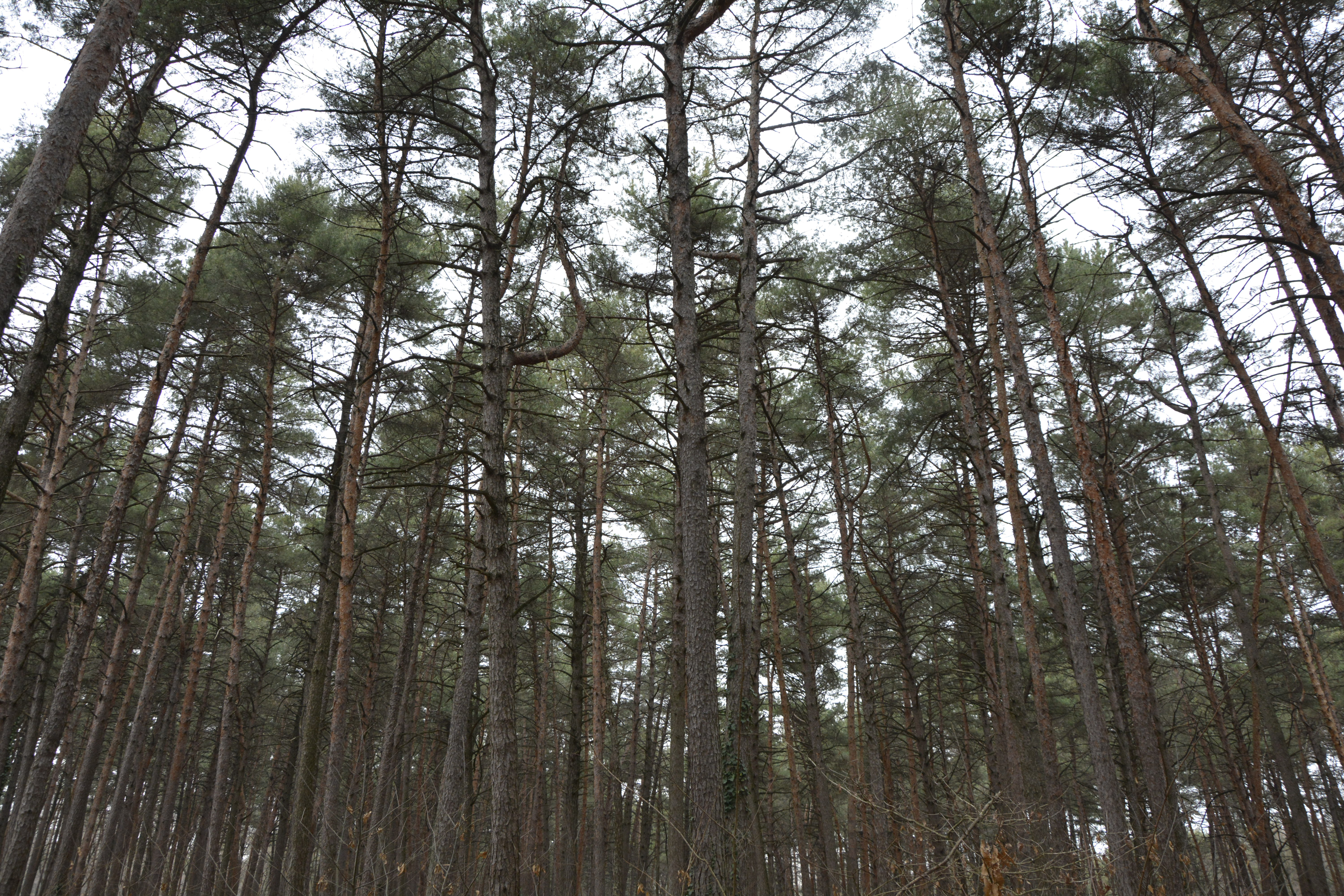
Forêt de Pinus sylvestris dans la partie nord du parc.
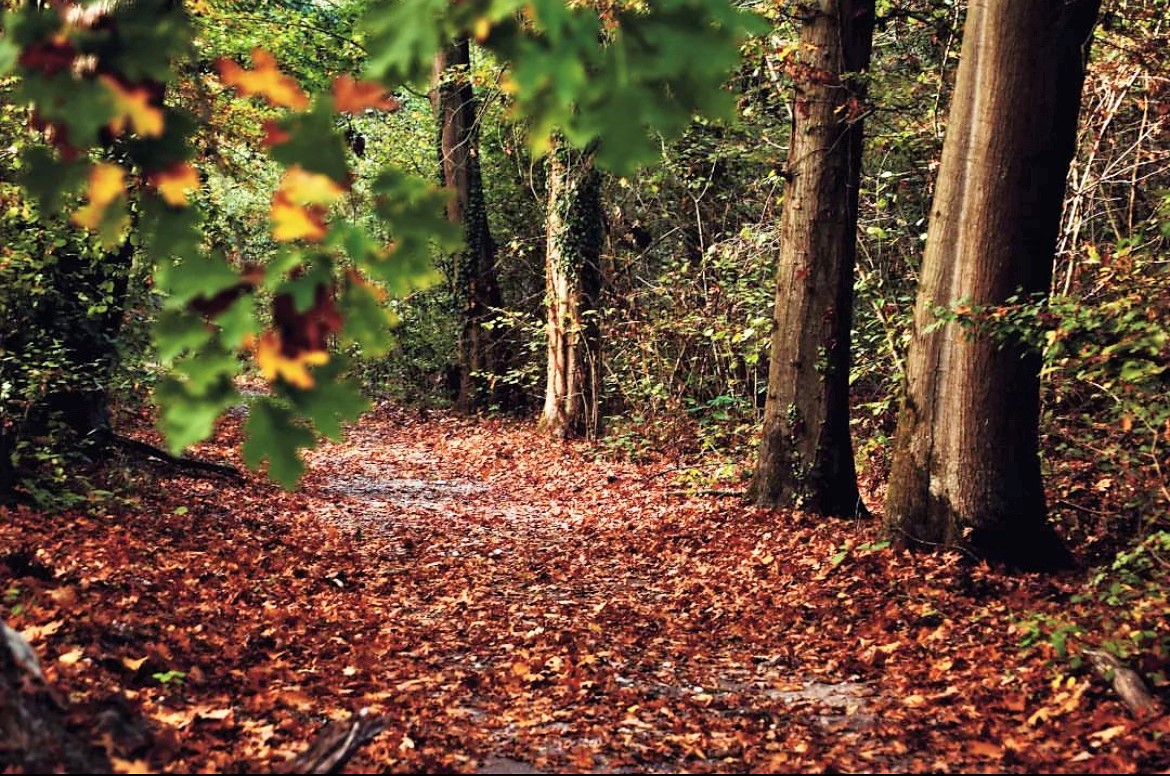
Forêt de chênes dans la partie sud du parc.
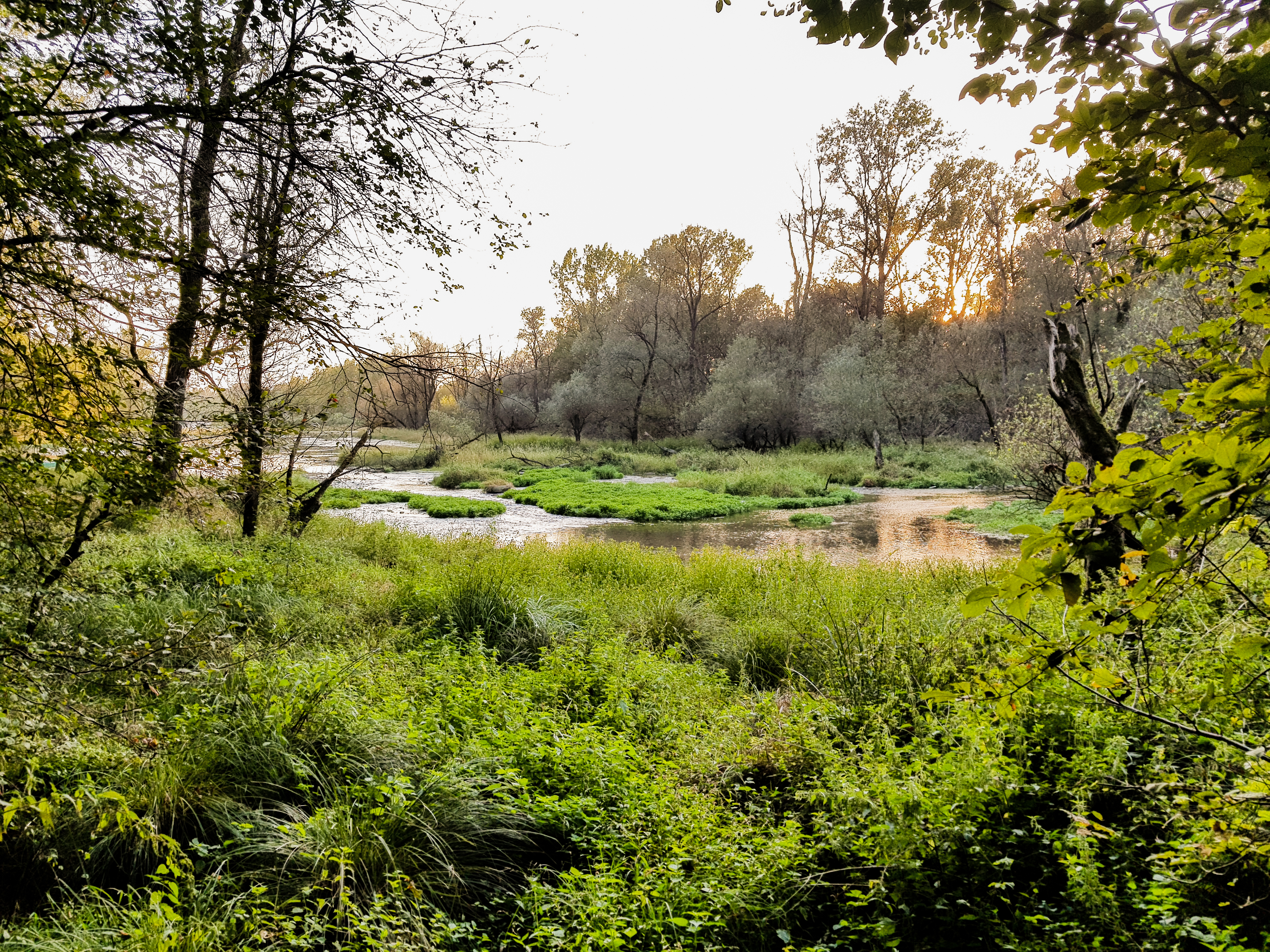
Bras mort à Bernate Ticino.
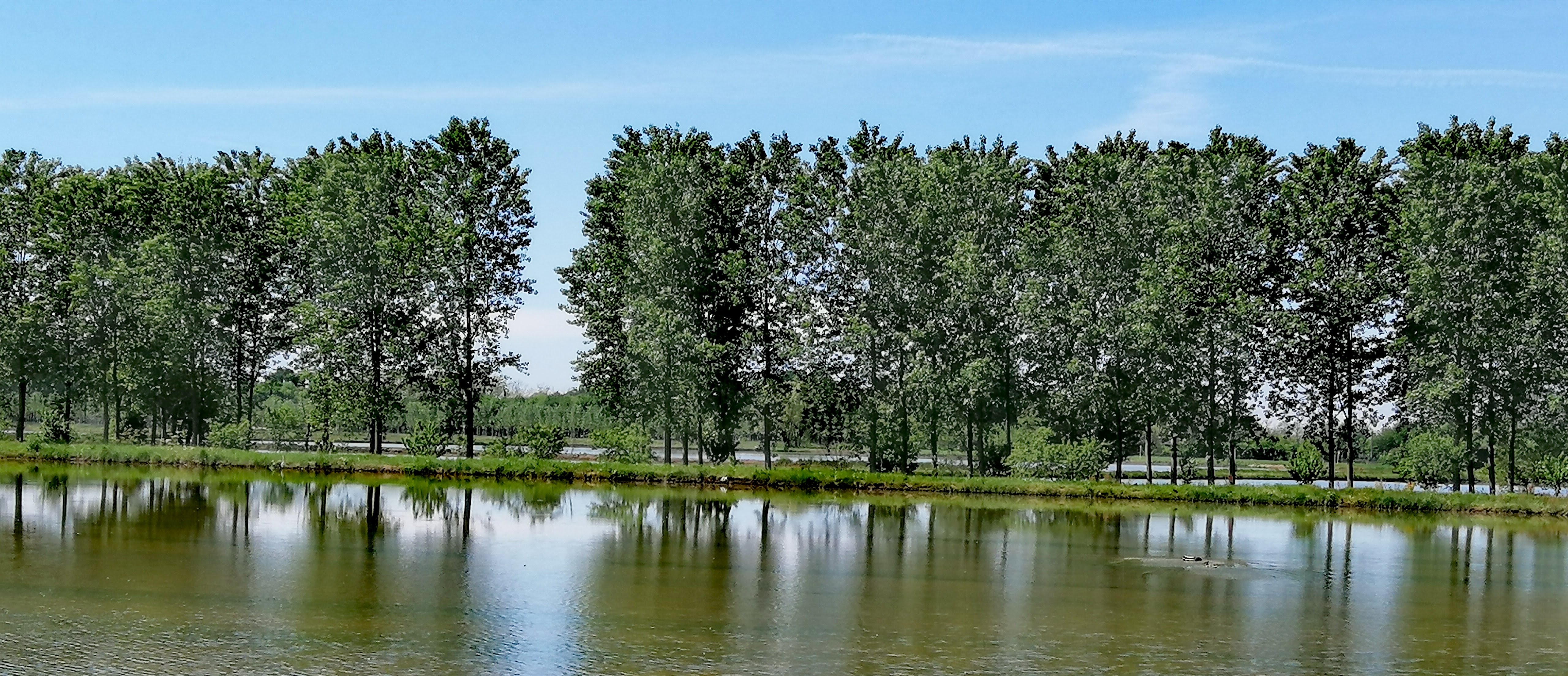
Rizière à Besate.

## Faune
Le parc est l’une des plus grandes zones protégées de toute la plaine du Pô, en raison de l’extrême diversité de ses habitats. Grâce à la succession de nombreux habitats différents, la vallée du Tessin peut abriter une très grande diversité faunistique d’une valeur et d’un intérêt incontestables. Le fait que de nombreuses communes fassent partie du parc engendre des défis variés : d’un côté la nature, de l’autre l’homme avec ses activités. De ce défi naissent des projets, des idées, des contrastes et des actions de protection de la faune – des initiatives qui font évoluer à la fois le parc et ses habitants. Il convient de rappeler que la région dans laquelle le parc s’insère est l’une des plus urbanisées, anthropisées et cultivées d’Europe, mais malgré ces conditions, elle abrite une très grande diversité faunistique. Par exemple, la communauté des mammifères du parc est l’une des plus riches et diverses à l’échelle européenne.
La faune du parc est particulièrement abondante et intéressante. De nombreuses espèces d’oiseaux nichent dans les cimes des arbres et les arbustes des réserves, notamment le grand-duc, la fauvette à tête noire, la chouette chevêche, l’épervier, les pics, le martin-pêcheur, le gobemouche, le faisan, le canard colvert, la poule d’eau et bien d’autres.
Plusieurs espèces de mammifères peuplent aussi le parc, notamment la chauve-souris oreillarde brune (Plecotus auritus), les loirs nobles (Gliridae), l’écureuil (Sciurus vulgaris), le lièvre (Lepus europaeus), le blaireau (Meles meles), le renard (Vulpes vulpes), l’hermine (Mustela nivalis) et le sanglier (Sus scrofa). Cette diversité animale contribue à l’importance écologique du Parc et en fait un habitat essentiel pour de nombreuses espèces,,.
Depuis 1997, un projet de réintroduction de la loutre a lieu dans le parc, avec des spécimens provenant du Royaume-Uni. On pensait initialement qu’il s’agissait de loutres européennes (Lutra lutra), mais des analyses génétiques ont révélé qu’il s’agissait en réalité d’hybrides entre loutres européennes et loutres du Canada. Le projet de réintroduction a été arrêté, mais les loutres continuent de nicher dans les bras morts du fleuve.
Depuis 2017, des groupes de loups (Canis lupus italicus) ont été régulièrement observés dans la zone du parc, une présence devenue plus fréquente ces dernières années. Cela s’explique aussi par le fait que les loups, comme d’autres espèces, utilisent le parc comme corridor écologique pour passer des Apennins septentrionaux aux Alpes.
En tant que parc fluvial, la faune piscicole revêt une importance particulière. Quarante-sept espèces de poissons ont été recensées dans les eaux du Tessin, dont 17 espèces exotiques et 30 espèces indigènes. Parmi les espèces indigènes, certaines sont endémiques italiennes en déclin et nécessitent une protection légale.
Parmi les espèces indigènes figurent : l’anguille européenne (Anguilla anguilla), la barbeau fluviatile (Barbus barbus), la barbeau italien (Barbus plebejus), la carpe commune (Cyprinus carpio), la lamproie lombarde (Lethenteron zanandreai), le gobie padanien (Gobius padanus), le chevaine italien (Squalius squalus), la nase italienne (Chondrostoma soetta), l’ombre commun (Thymallus thymallus), la tanche (Tinca tinca), le chabot (Cottus gobio), le brochet (Esox lucius) et l’esturgeon adriatique (Acipenser naccarii).
Parmi les espèces introduites, on trouve : le silure (Silurus glanis), l’aspe (Aspius aspius), le crapet-soleil (Lepomis gibbosus), le sandre (Sander lucioperca), la truite arc-en-ciel (Oncorhynchus mykiss) et le black-bass (Micropterus salmoides).

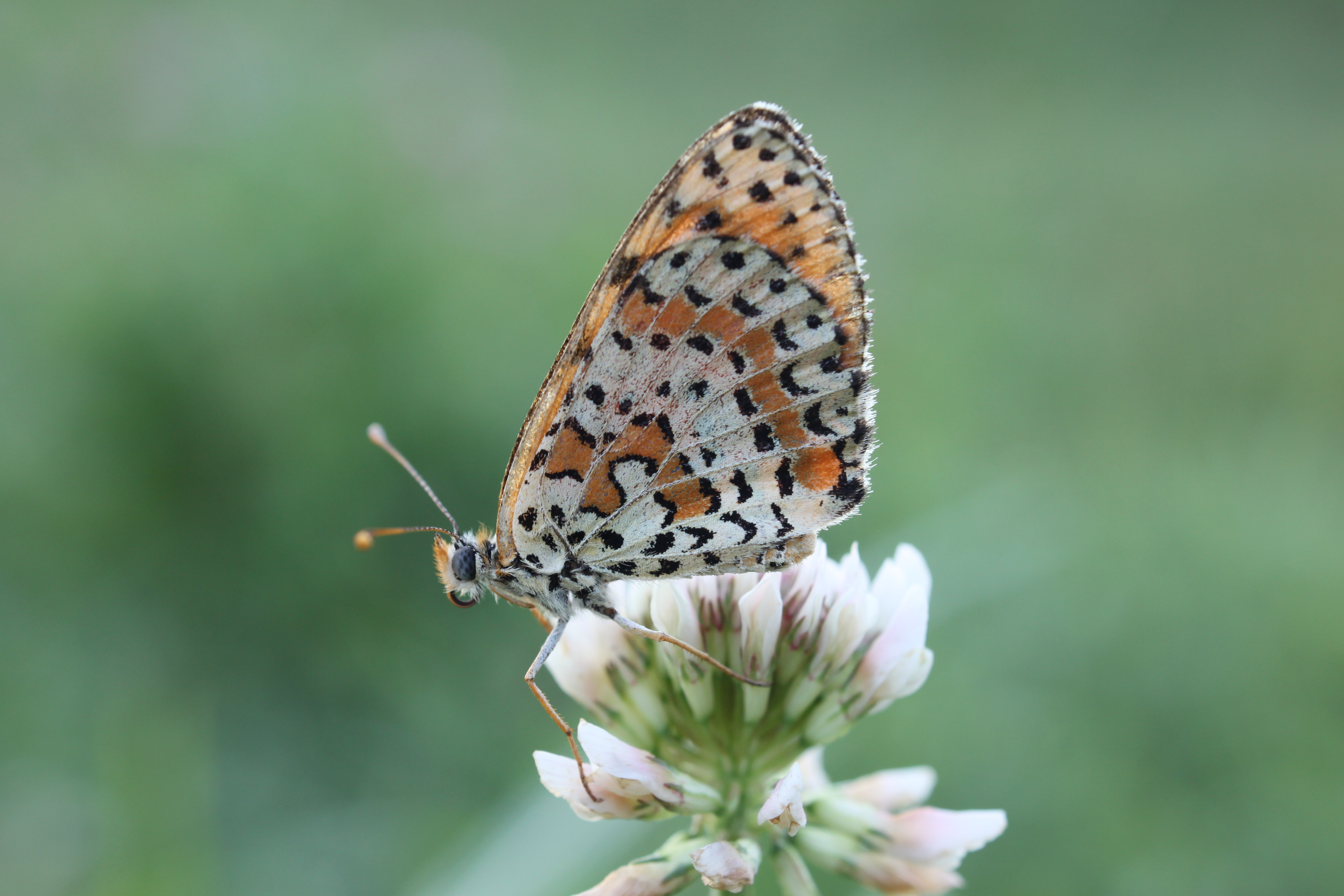
Papillon photographié dans le parc.
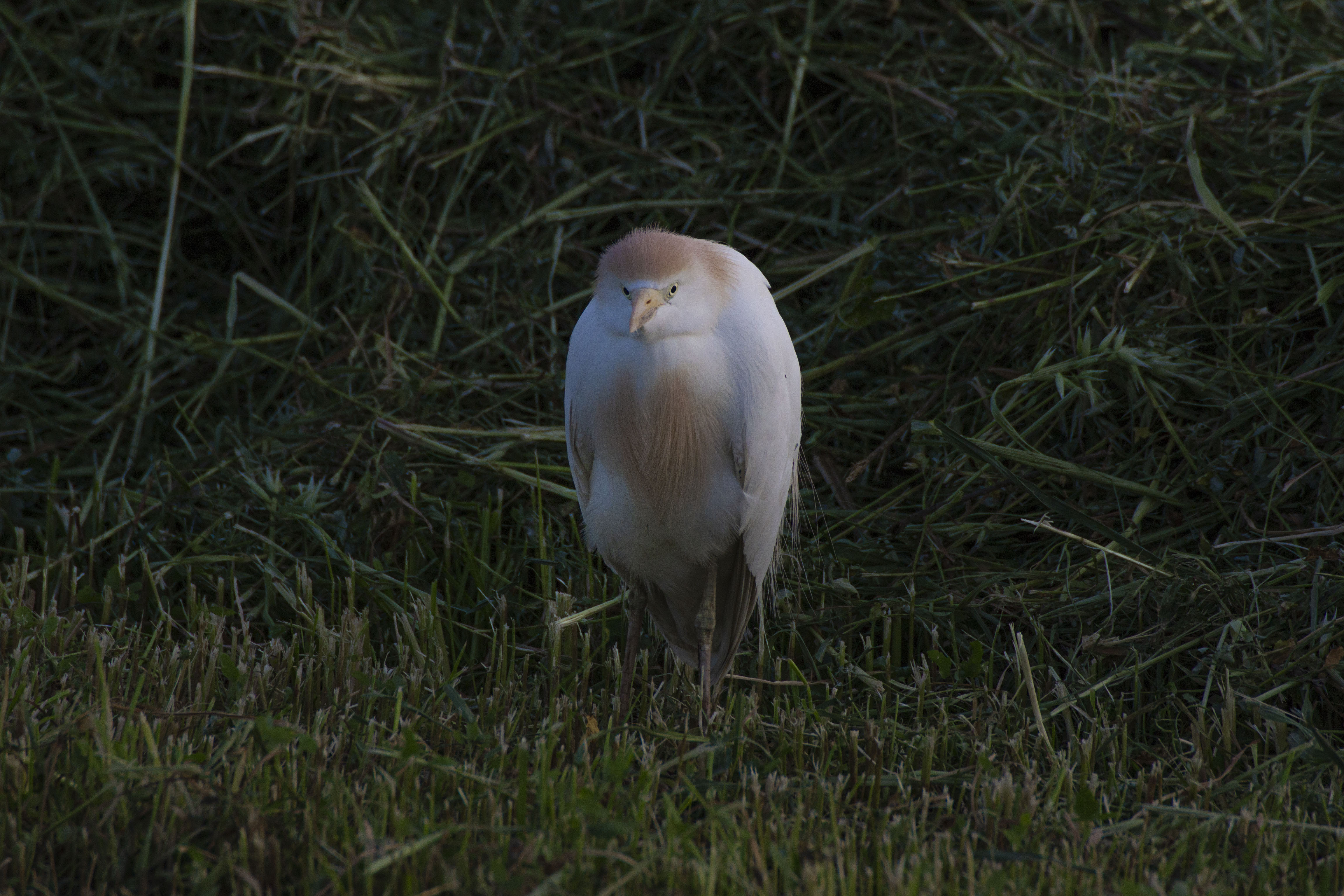
Héron photographié dans le parc.
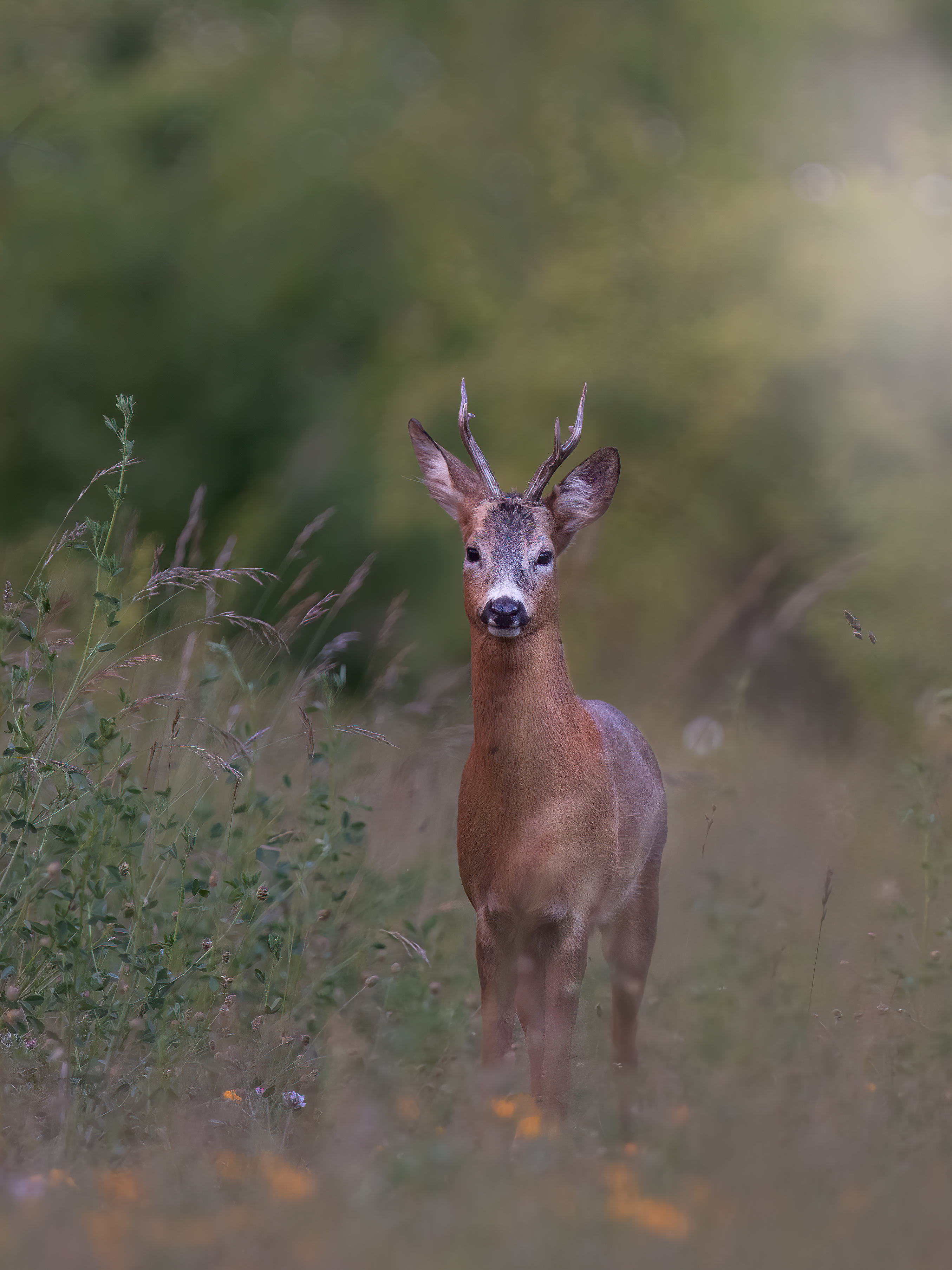
Chevreuil
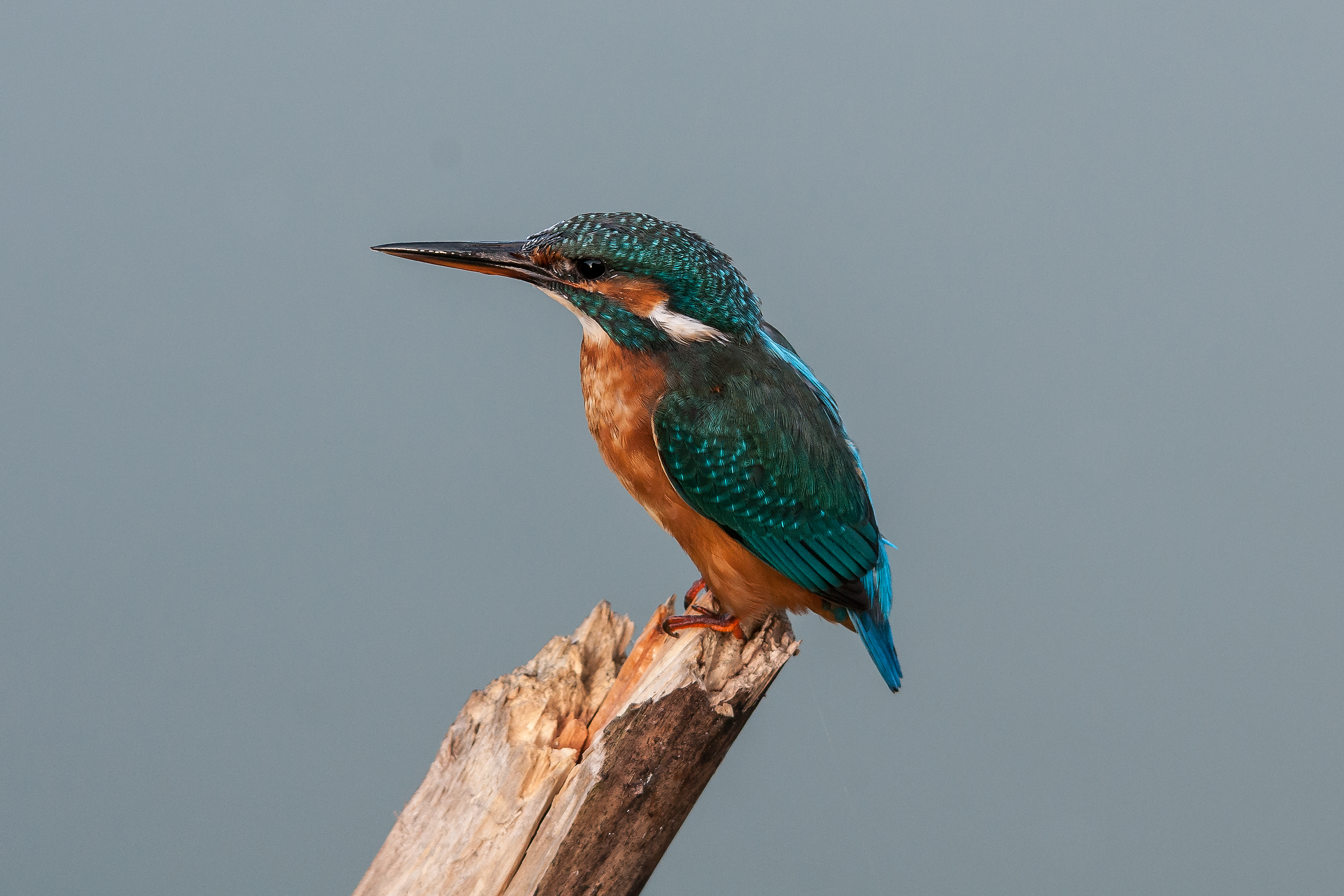
Martin-pêcheur, symbole du parc.

## Principaux sites touristiques
Au moins depuis l'époque de la culture de Golasecca (IXe et IVe siècles av. J.-C.), le Tessin a également été une importante voie commerciale reliant le Lac Majeur et les Alpes au reste de l'Italie. C'est pourquoi le parc compte également des villes, des châteaux, des palais, des églises et des monastères d'une grande importance historique et artistique.

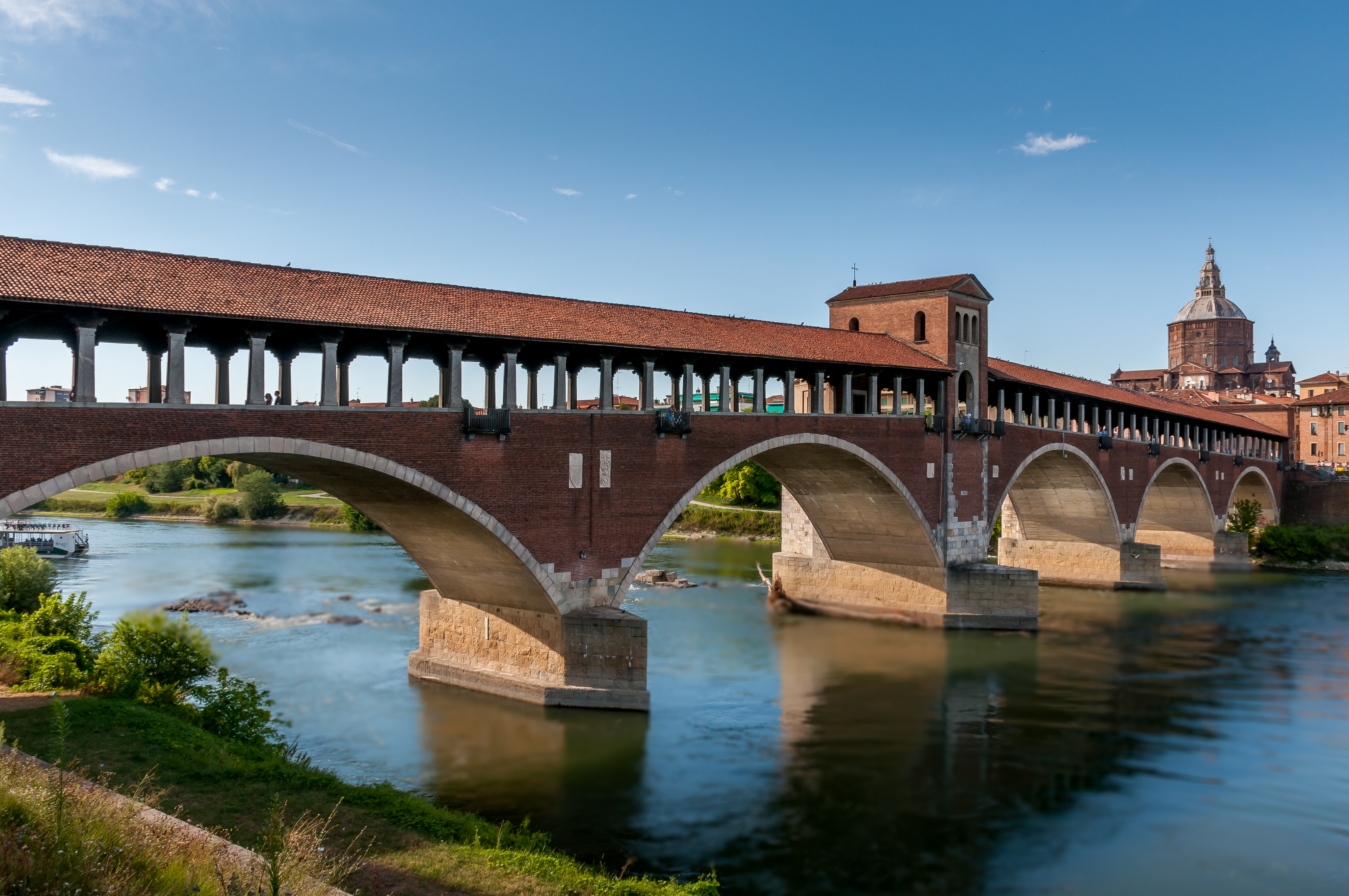
Ponte Coperto (Pont Couvert) à Pavie.

Parmi les châteaux, les plus importants sont le château des Visconti de Somma Lombardo, le château des Visconti d’Abbiategrasso, le château des Sforza de Vigevano et le château Visconti de Pavie (siège de la cour des Visconti de 1360 à 1413).
Dans le parc se trouve également le abbaye de Morimondo, fondé en 1134, ainsi que la ville de Pavie, qui fut capitale du royaume ostrogoth de 540 à 553, capitale du royaume Lombard de 572 à 774, capitale du royaume d’Italie de 774 à 1024, et siège de la cour des Visconti de 1365 à 1413.
Parmi les nombreux monuments de Pavie, on peut citer les basiliques romanes San Michele Maggiore (où furent couronnés les rois d’Italie), San Pietro in Ciel d’Oro (où sont conservées les reliques de saint Augustin) et le Ponte Coperto (Pont couvert), construit en 1354 sur les vestiges d’un pont romain, détruit lors des bombardements de la Seconde Guerre mondiale et reconstruit en 1951. Jusqu’au XIXe siècle, c’était le seul pont en briques sur le Ticino, depuis le Lac Majeur jusqu’à son embouchure dans le Pô.